# All for You (Annihilator)
All for you è il decimo album in studio della thrash metal band Canadese Annihilator, pubblicato nel 2004 dalla AFM Records.
Questo è stato il primo album ad avere Dave Padden alla voce. È anche il secondo album con Mike Mangini alla batteria.

## Tracce
Testi e musiche di Jeff Waters.
1. All for You – 4:29
2. Dr. Psycho – 7:03
3. Demon Dance – 5:12
4. The One – 4:35
5. Bled – 6:20
6. Both of Me – 8:08
7. Rage Absolute – 4:46
8. Holding On – 4:06
9. The Nightmare Factory – 5:40
10. The Sound of Horror – 7:40

Durata totale: 57:59

### Bonus track
1. Weapon X – 3:32 (Waters)

## Formazione
- Jeff Waters - chitarra, basso, seconde voci. Prima voce in "Holding on" e voce introduttiva di "Dr.Psycho"
- Dave Padden - voce
- Mike Mangini - batteria

### Altri musicisti
- Curran Murphy - primo assolo di "Both of me"
- Joe Bongiorno - riff distorto alla fine di "The One" e nel bridge di "Nightmare Factory".